# Valerij Rezantsev
Valerij Rezantsev, född den 8 oktober 1946 i Novomoskovsk, Ryssland, är en sovjetisk brottare som tog OS-guld i lätt tungviktsbrottning i den grekisk-romerska klassen 1972 i München och därefter OS-guld på nytt 1976 i Montréal. 